# Ithomiola floralis
Ithomiola floralis är en fjärilsart som beskrevs av Felder 1865. Ithomiola floralis ingår i släktet Ithomiola och familjen Riodinidae. Inga underarter finns listade i Catalogue of Life.

## Bildgalleri

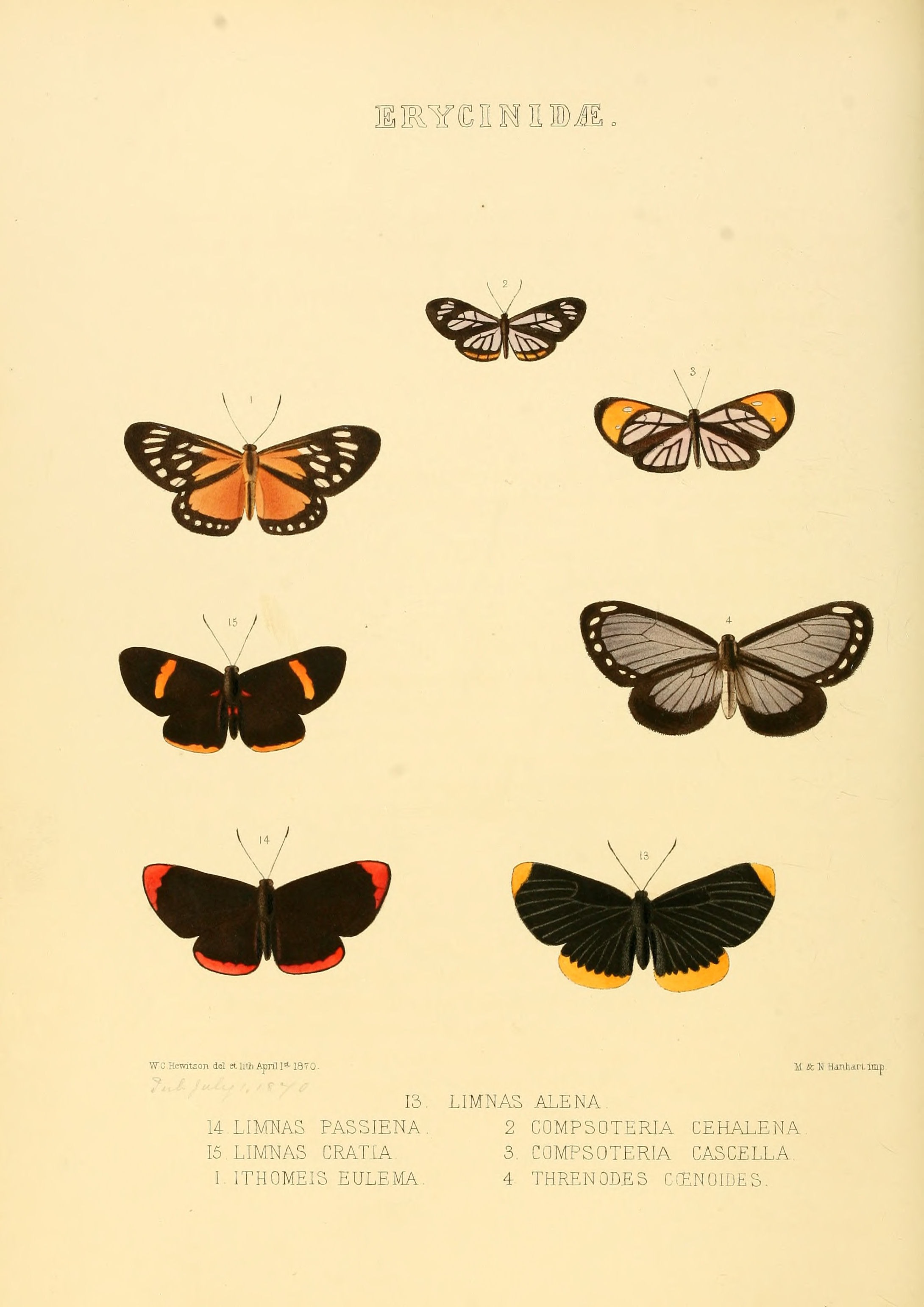